# Gary Winick
Gary Scott Winick (31 de marzo de 1961 - 27 de febrero de 2011) fue un cineasta estadounidense.

## Biografía
Nacido en la ciudad de Nueva York, hijo del abogado Alan Winick y su esposa Penny. Realizó sus estudios primarios en Columbia Gramática y en la Escuela preparatoria de Manhattan, donde se graduó en 1979. Más tarde se graduó de la Universidad Tufts, en 1984.

## Muerte
Winick murió de neumonía en un hospital de Manhattan después de una larga batalla contra el cáncer cerebral el 27 de febrero de 2011 a los 49 años, un mes antes de su cumpleaños número 50.

## Filmografía
| Año  | Película                     | Rol      | Rol       | Rol    | Notas                                 |
| Año  | Película                     | Director | Productor | Editor | Notas                                 |
| ---- | ---------------------------- | -------- | --------- | ------ | ------------------------------------- |
| 1989 | Curfew                       | Sí       |           |        |                                       |
| 1991 | Out of the Rain              | Sí       |           |        |                                       |
| 1995 | Todo por nada                | Sí       | Sí        |        |                                       |
| 1998 | Dead Broke                   |          |           | Sí     |                                       |
| 1998 | Remembering Sex              |          | Sí        |        | Departamento de editorial             |
| 1999 | Loser Love                   |          |           | Sí     |                                       |
| 1999 | The Tic Code                 | Sí       |           |        |                                       |
| 2000 | Tadpole                      | Sí       | Sí        |        |                                       |
| 2001 | Wake up and Smell the Coffee |          | Sí        |        |                                       |
| 2001 | Women in Film                |          | Sí        |        |                                       |
| 2001 | Sam the Man                  | Sí       | Sí        |        |                                       |
| 2001 | La cinta                     |          | Sí        |        |                                       |
| 2001 | Final                        |          | Sí        |        |                                       |
| 2002 | Intimidades                  |          | Sí        |        |                                       |
| 2002 | Ten Tiny Love Stories        |          | Sí        |        |                                       |
| 2003 | Retrato de April             |          | Sí        |        |                                       |
| 2003 | Kill the Poor                |          | Sí        |        |                                       |
| 2003 | Chicas de la ciudad          |          |           |        | Productor ejecutivo                   |
| 2004 | Noviembre                    |          | Sí        |        |                                       |
| 2004 | Si yo tuviera treinta        | Sí       |           |        |                                       |
| 2004 | Tierra de abundancia         |          | Sí        |        |                                       |
| 2005 | Conociendo a Jim             |          | Sí        |        |                                       |
| 2005 | Pizza                        |          | Sí        |        |                                       |
| 2005 | Sorry, Haters                |          | Sí        |        |                                       |
| 2006 | La telaraña de Charlotte     | Sí       |           |        |                                       |
| 2006 | Puccini for Beginners        |          | Sí        |        |                                       |
| 2007 | Starting Out in the Evening  |          | Sí        |        |                                       |
| 2007 | Flakes                       |          | Sí        |        |                                       |
| 2009 | Guerra de novias             | Sí       |           |        |                                       |
| 2010 | Cartas a Julieta             | Sí       |           |        | Última película tras su fallecimiento |